# یانا یگوریان
یانا کاراپتی یگوریان (ارمنی: Յանա Կարապետի Եգորյան; روسی: Серге́й Семин؛ زادهٔ ۲۰ دسامبر ۱۹۹۳ در ایروان) شمشیرباز سابر ارمنی‌تبار اهل روسیه است. او در مسابقات جهانی شمشیربازی ۲۰۱۵ قهرمان جهان شد و سپس در المپیک ۲۰۱۶ ریو دو مدال طلای انفرادی و تیمی را به گردن آویخت.

## زندگی‌نامه
یانا یگوریان در روز ۲۰ دسامبر ۱۹۹۳ در ایروان، ارمنستان به دنیا آمد. در سن شش سالگی به خیمکی، استان مسکو نقل مکان نمود جایی که وی ابتدا تحت نظر سرگئی سمین و سپس یلنا یمایفا آموزش شمشیربازی دید. وی رشته سابر به عنوان رشته تخصصی خویش برگزید.

## دستاوردها
یگوریان در سال‌های ۲۰۰۹ و ۲۰۱۰ برنده دو مدال نقره در قهرمانی Cadet اروپا شد. در بازی‌های المپیک تابستانی جوانان ۲۰۱۰ در سنگاپور وی برنده دو مدال طلا شد. یگوریان در قهرمانی Cadet جهان در سال ۲۰۱۰ به مقام پنجمی رسید. در روز ۸ اوت ۲۰۱۶ در جریان بازی‌های المپیک تابستانی ۲۰۱۶ در بخش انفرادی به نشان طلا دست یافتت. وی همچنین در روز ۱۳ اوت دومین مدال خویش را به همراه تیم روسیه کسب نمود.